# Hans-Ulrich Prokosch

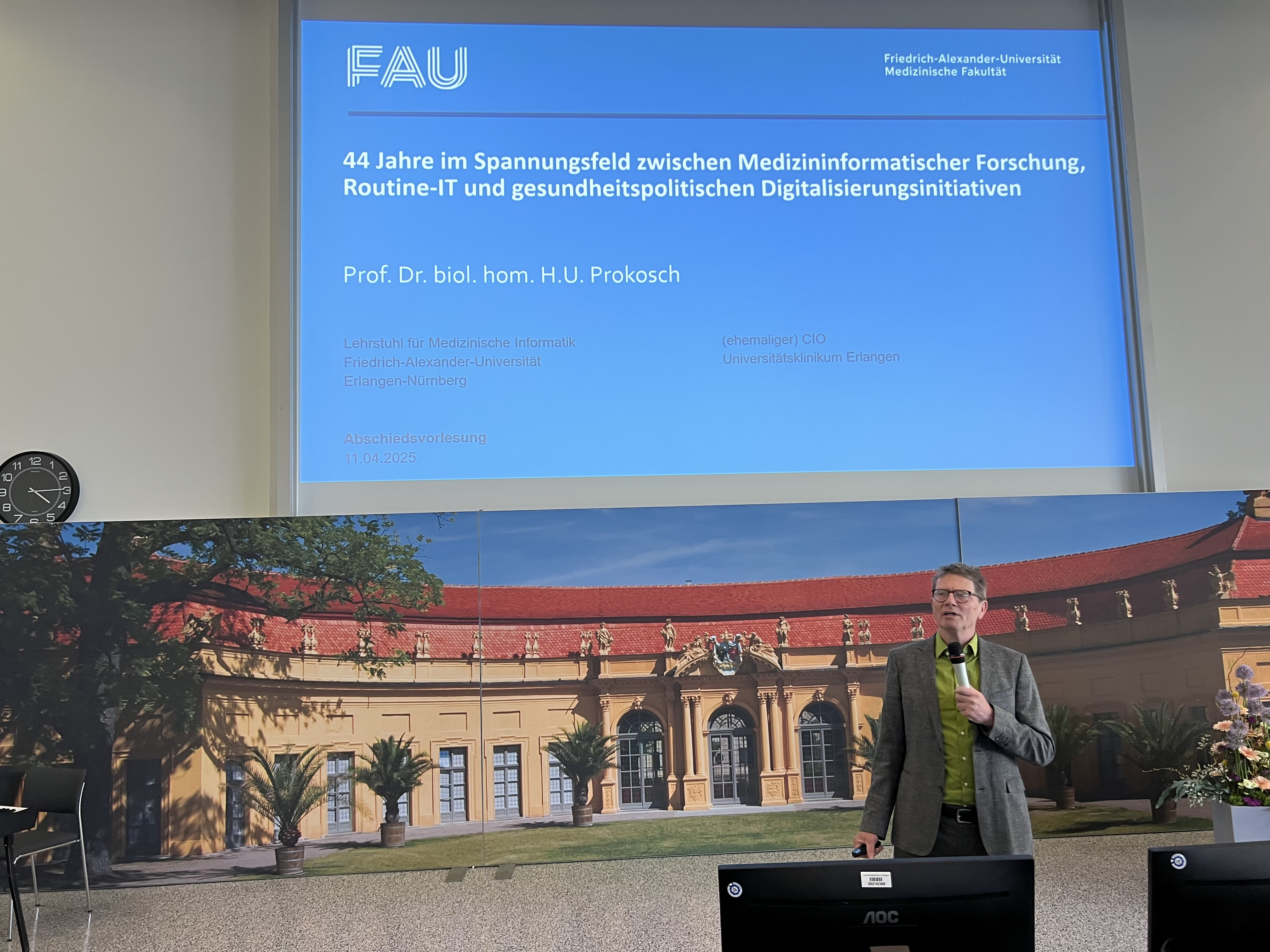
Hans-Ulrich "Ulli" Prokosch bei seiner Abschiedsvorlesung zum akademischen Festakt zu seiner Emeritierung - 11. April 2025

Hans-Ulrich „Ulli“ Prokosch (* 20. Februar 1958 in Aßlar) ist ein deutscher Medizininformatiker und Hochschullehrer. Er war von 2003 bis 2025 Professor für Medizinische Informatik an der Friedrich-Alexander-Universität Erlangen-Nürnberg und war langjähriger Chief Information Officer (CIO) des Universitätsklinikums Erlangen. Sein Forschungsschwerpunkt liegt in der Digitalisierung des Gesundheitswesens und der Nutzung medizinischer Versorgungsdaten für die Forschung.

## Leben und Werdegang
Nach dem Abitur 1976 in Wetzlar studierte Prokosch Mathematik an der Justus-Liebig-Universität (JLU) Gießen. Er schloss das Studium 1981 mit dem Diplom ab. Im Anschluss leistete von 1982 bis 1984 seinen Zivildienst im Tumorzentrum des Klinikums der Justus-Liebig-Universität Gießen. Hier entstand der Kontakt zu seinem langjährigen akademischen Mentor Joachim Dudeck, der ihn dann an das Institut für Medizinische Informatik an der JLU Gießen holte. In dem Institut war er von 1994 bis 2003 in verschiedenen Positionen zunächst als wissenschaftlicher Mitarbeiter, später als Hochschulassistent tätig.
Ab 1982 unterrichtete er nebenberuflich an der Schule für Medizinische Dokumentation Gießen.
Von 1987 bis 1988 war er zu einem Forschungsaufenthaltes am LDS Hospital Salt Lake City (University of Utah) bei Paul Clayton um neue und langfristige Kontakte in die USA aufzubauen. Zu diesem Zeitpunkt verfügte das LDS Hospital mit dem HELP System über eines der damals weltweit fortschrittlichsten Krankenhausinformationssysteme mit einer umfangreichen Funktionalität zur Entscheidungsunterstützung für die klinisch tätigen Ärzte. In seiner Zeit in den USA lernte er unter anderem Dean Sittig, Jim Cimino und George Hripcsak kennen, die seine weitere wissenschaftliche Arbeit wesentlich beeinflussten.
1988 wurde er mit der Dissertationsschrift „Entwicklung eines Onkologischen Informationssystems innerhalb des Klinikinformationssystems HELP“ am Fachbereich Medizin der Justus-Liebig Universität, Gießen zum Doktor der Humanbiologie promoviert.
Auf der Basis der Erfahrungen am LDS Hospital mit der Entwicklung des HELP Systems leitete er von 1988 bis 1994 die Eigenentwicklung des klinischen Arbeitsplatzsystems WING ("Wissensbasiertes INformationsnetz am Gießener Klinikum") am Uniklinikikum Gießen. 1989 nahm er an dem Arden Homestead Retreat Teil, bei dem er die Entwicklung des späteren HL7-Standards Arden-Syntax für den Aufbau wissensverarbeitender Systeme in der Medizin mit gestaltete.
1994 wurde er mit der Habilitationsschrift „Ein Referenzmodell für den Einsatz wissensbasierter und wissensverarbeitender Funktionen innerhalb eines Krankenhaus-Informationssystems“ habilitiert und erhielt die Vena Ledendi der Justus-Liebig Universität für das Fach Medizinische Informatik.
1995 nahm er den Ruf auf die C3-Professur für Medizinische Informatik an der Universität Münster an und übernahm gleichzeitig die Leitung der Stabsstelle Medizinische Informationsverarbeitung am Uniklinikum Münster. Zu seinen Aufgaben gehörten damit auch die Auswahl, die Gestaltung und den Ausbau des Krankenhausinformationssystems. Dies korrespondierte mit seinen Forschungsschwerpunkten, der Entwicklung von klinischen Informationssystems mit einheitlicher Anbindung von diagnostischen Funktionsstellen und klinischen Spezialbereichen, sowie der Verbesserung und Standardisierung der strukturierten elektronischen Krankenakte.
Im Jahr 2003 nahm er den Ruf auf die C4-Professur für Medizinische Informatik und Leitung des gleichnamigen Lehrstuhls an der Friedrich-Alexander-Universität Erlangen-Nürnberg an. Damit verbunden war die Position des Chief Information Officer (CIO) am Universitätsklinikum Erlangen.
Durch diese Doppelfunktion konnte er IT-Strukturen zentralisieren, vereinheitlichen und eine enge Verzahnung von Versorgungs- und Forschungs-IT erreichen. Damit nahm das Uniklinikum Erlangen eine Vorreiterrolle im Bereich der Forschungsdateninfrastrukturen und Nutzung von Routinedaten für die Forschung (Secondary Use, Single Source Approach). Die zahlreichen wissenschaftlichen Arbeiten zu dem Thema und vor allem die praktischen Erfahrungen bei der Entwicklung und dem Betrieb der innovativen Infrastruktur waren die wesentliche Grundlage für die Konzeption der Architektur der Datenintegrationszentren in dem Konsortium MIRACUM und des MIRACULIX-Toolkits im Rahmen der Medizininformatik-Initiative.
Prokosch emeritierte am 1. April 2025, wirkt aber weiter als Präsident der Fachgesellschaft GMDS.

## Engagement in Fachgesellschaften und Forschungsorganisationen

### Mitgliedschaften und Ämter
Ulli Prokosch war oder ist in folgenden nationalen und internationalen Fachgesellschaften und Gremien tätig (Auswahl):
- Deutsche Gesellschaft für Medizinische Informatik, Biometrie und Epidemiologie (GMDS):
  - Seit 1998 regelmäßig Mitglied im Vorstand, als Sprecher des Fachausschuss Medizinische Informatik oder Beisitzer des Präsidiums
  - 2023–2025 President Elect der GMDS
  - Ab Oktober 2025: Präsident der GMDS
  - Gründung der Arbeitsgruppe "Nutzung von elektronischen Patientenakten für die klinische Forschung"
- TMF – Technologie- und Methodenplattform für die vernetzte medizinische Forschung: Mitglied im Vorstand (2006–2010)
- International Medical Informatics Association: Langjährige Mitgliedschaft in den Arbeitsgruppen
  - WG 9 Health Informatics for Developing Countries,
  - WG 10 Hospital Information Systems
  - WG 13 Organizational Impact of Medical Informatics
- ASTM International: Langjährige Mitgliedschaft
- Medizininformatikinitiative (MII):
  - Mitglied im Nationalen Steuerungsgremium (NSG)[9]
  - Initiator und Konsortialleiter des MIRACUM-Konsortiums (2016-)
- Kommission für IT-Infrastruktur (KfR) der DFG. ( 008-2013)

### Ehrenmitgliedschaft
- International Fellow of the American College of Medical Informatics

## Wissenschaftliche Arbeit
Ulli Prokosch hat sich vor allem die Informations- und Wissensverarbeitung im Krankenhaus beforscht und durch innovative Entwicklungen vorangetrieben. Dabei gab und gibt es drei Schwerpunkte (Die genannten Projekte sind eine Auswahl).
- Entwicklung und Evaluation von Informationssystemen im Krankenhaus: Sein Fokus liegt dabei auf der Integration von Systemen und Funktionen um die Versorgungs- und administrativen Prozesse im Krankenhaus zu unterstützen.
- Wissensbasierte Systeme in der Medizin: Die Entwicklung und Evaluation Entscheidungsunterstützender Prozesse: Mitwirkung an der Entwicklung und der Implementierungs von Wissensbasierten Systemen mit dem Standard der Arden Syntax, sowie Entscheidungsunterstützung, Unterstützung der Patientenrektruierung für Studien und Smarte Alarme im Bereich der Intensivmedizin.
- Nutzung von Routinedaten für die Forschung: Mit nationalen und internationalen Projekten wie Electronic Health Records for Clinical Research (EHR4CR) und vor allem MIRACUM[7] hat er maßgeblich zu einer einrichtungsübergreifenden Nutzung von Routinedaten aus Krankenhäusern für die Forschung beigetragen. Er war Iniatator und Gründer einer entsprechenden Arbeitsgruppe zur Wiederverwendung von Routinedaten für die Forschung (Secondary Use) in der GMDS und hat das erste deutsche Treffen von I2B2-Nutzern durchgeführt aus der die I2B2-Nutzergruppe hervorgegangen ist.

Er hat die ORCID-ID 0000-0001-6200-753X.